# Стара-Пазова
Стара-Пазова (серб. Стара Пазова / Stara Pazova, словац. Stará Pazova) — населённый пункт городского типа, расположенный в Сремском округе Автономного края Воеводина в Сербии.

## География
Стара-Пазова расположена в южной части Паннонской низменности в исторической области Срем. Она окружена плодородными равнинами, а восточнее нее течет Дунай, чья протяженность на территории общины составляет 24 км. Климат умеренно континентальный. Самый холодный месяц года — январь, средняя температура в этом месяце −1 °С. Самый теплый — июль с температурой 21,6 °C. Среднегодовое количество осадков составляет 648 мм. Наиболее солнечным месяцем является июль, а наименее солнечным — декабрь.
Флора города и общины представлена такими растениями как клен, вяз, белая акация, береза, бузина, ива, липа и тополь. Площадь лесов близ города невелика и составляет всего 4 км². Большая часть прилегающих к городу территорий общины представляет собой земли сельскохозяйственного назначения — около 80 %. В лесах и полях близ города обитают кролики, олени и фазаны.
Через Стару-Пазову и неподалеку от нее проходят шоссе Белград—Загреб (E70), Белград—Нови-Сад (E75), шоссе M22 и региональные дороги Р106 и Р121. Через город проходит и железная дорога, связывающая Белград и Нови-Сад. В 15 километрах от города находится международный аэропорт «Никола Тесла», а в 8 километрах — военный аэродром «Батайница».

## История
Согласно одной из теорий, название «Пазова» происходит от слова «пазух». Так славяне именовали пограничный древнеримский район между реками Сава и Дунай. Первое поселение здесь упоминается в конце XV века. В 1690 году, во время Великого переселения сербов, множество сербов под руководством патриарха Арсения Чарноевича переселились в эти места с территории, подконтрольной Османской империи. Благодаря этому, уже в 1716 году здесь был населенный сербами небольшой город.
В 1750 году Пазова стала частью Военной границы. С этого момента за функционирование и развитие города отвечал командир местного гарнизона. Всем переселенцам гарантировались неприкосновенность имущества, свобода вероисповедания и право на образование на родном языке. В это время Пазова находилась у дороги Сурдук—Белегиш, но в 1760-е гг. ее жители переместили свои дома примерно на два километра. Непосредственно после этого в Стара-Пазове поселилась группа сербов из области Лика, а в 1770 году в город прибыли словаки. В 1791 году южнее города землю для создания населённого пункта получили немцы-колонисты. В строительстве им помогали жители Пазовы и свой поселок немцы в знак благодарности назвали Нова-Пазова, а прежняя Пазова с тех пор стала именоваться Стара-Пазова. Несколько позднее в городе поселились также православные румыны и венгры-кальвинисты.
Точно неизвестно, когда в городе была построена первая православная церковь. В 1827 году на ее месте была возведена церковь Святого Илии. Также нет данных, когда в городе свою первую церковь построили словаки. Известно, что словацкая евангелистская церковь в 1788 году была построена уже на месте прежней. В 1730 году в Стара-Пазове была основана сербская школа, а в 1774 году в городе упоминается и словацкая школа. В 1883 году Стара-Пазова получила статус города. После строительства канала в 1889—1891 гг. сельское хозяйство в этом районе получило импульс к развитию. Город также стал развиваться ускоренными темпами. Были построены пять кирпичных заводов, благодаря которым новые здания строились уже из кирпича, а крыши покрывались черепицей, а не соломой как прежде. В 1895 году началась электрификация Стара-Пазовы.
Во время Первой и Второй мировых войн город был ареной ожесточенных боев. Межвоенный период характеризовался большой активностью культурных обществ как сербов, так и словаков. После 1945 года в Стара-Пазову переселилось множество колонистов из Боснии и Герцеговины, Хорватии и Косова. Другая волна переселения в город пролизошла в 1990-е гг., когда в результате распада Югославии в Стара-Пазове осело большое количество сербов из других республик бывшей СФРЮ.